# Ludność Głogowa

Herb Głogowa

Głogów należy do grupy miast, w których wzrost liczby ludności w okresie powojennym następował najszybciej. Związane jest to z rozwojem i eksploatacją zasobów miedzi w Legnicko-Głogowskim Okręgu Miedziowym. Maksymalna wartość liczby ludności Głogowa wystąpiła w roku 1996 (74,4 tys.). W ostatnim czasie liczba mieszkańców zaczęła spadać. Odpowiada za to ujemne saldo migracji, gdyż przyrost naturalny jest dodatni.
- 1880 - 18 630[1]
- 1885 - 20 027[1]
- 1890 - 20 529[1]
- 1925 - 26 098[1]
- 1933 - 28 229[1]
- 1939 - 33 495
- 1946 - 1 681   (spis powszechny)
- 1950 - 3 825   (spis powszechny)
- 1955 - 6 300
- 1960 - 9 179   (spis powszechny)
- 1961 - 9 300
- 1962 - 9 600
- 1963 - 10 400
- 1964 - 11 400
- 1965 - 12 597
- 1966 - 13 800
- 1967 - 15 700
- 1968 - 16 800
- 1969 - 17 900
- 1970 - 20 558   (spis powszechny)
- 1971 - 22 729
- 1972 - 25 400
- 1973 - 28 500
- 1974 - 30 682
- 1975 - 34 189
- 1976 - 37 600
- 1977 - 41 100
- 1978 - 45 100   (spis powszechny)
- 1979 - 49 200
- 1980 - 53 742
- 1981 - 56 205
- 1982 - 58 339
- 1983 - 60 147
- 1984 - 64 237
- 1985 - 66 365
- 1986 - 68 452
- 1987 - 70 069
- 1988 - 70 365   (spis powszechny)
- 1989 - 72 064
- 1990 - 73 266
- 1991 - 73 938
- 1992 - 73 384
- 1993 - 74 347
- 1994 - 74 096
- 1995 - 74 235
- 1996 - 74 390
- 1997 - 74 289
- 1998 - 74 253
- 1999 - 74 294
- 2000 - 74 324
- 2001 - 74 337
- 2002 - 70 053   (spis powszechny)
- 2003 - 69 657
- 2004 - 69 366
- 2005 - 69 139
- 2006 - 68 737
- 2007 - 69 156
- 2008 - 68 016[2]
- 2011 - 69 259
- 2012 (30 czerwca) - 69 127
- 2013 (30 czerwca) - 69 028[3]
- 2014 (24 lipca) - 68 997  [4]
- 2015 (22 lipca) - 68 836  [5]

## Powierzchnia Głogowa
- 1995 - 35,37 km²
- 2006 - 35,11 km²